# شان ماهر
سین ماهر (انگلیسی: Sean Maher؛ زادهٔ ۱۶ آوریل ۱۹۷۵) یک هنرپیشه اهل ایالات متحده آمریکا است. وی از سال ۱۹۹۹ میلادی تاکنون مشغول فعالیت بوده‌است.